# Maria Cumani Quasimodo
Maria Cumani Quasimodo (* 7. Januar 1908 in Caldè, Castelveccana; † 22. November 1995 in Mailand) war eine italienische Tänzerin, Schauspielerin und Autorin.

## Leben
Cumani Quasimodo studierte klassischen Tanz bei Jia Ruskaja und debütierte 1937 als Ballerina. Im Jahr darauf wurde sie zur Lebensgefährtin und Muse des Dichters Salvatore Quasimodo, mit dem sie bereits einen Sohn, Alessandro, hatte, bevor sie ihn 1948 heiratete. Sie wandte sich der Choreografie zu; später, in den 1960er Jahren, wechselte sie zur Schauspielerei, wo sie zunächst in komischen Nebenrollen, später auch als ernsthafte, oftmals unheimliche alte Dame reüssieren konnte. Auf der Bühne spielte sie unter Regisseuren wie Giancarlo Cobelli, Luca Ronconi und Aldo Trionfo, für den Film wurde sie von Federico Fellini, Pier Paolo Pasolini, Lina Wertmüller und Mario Monicelli ebenso wie von Andrei Tarkowski engagiert. Ab den 1980er Jahren war sie weiterhin, allerdings sehr viel spärlicher, aktiv.
Sie veröffentlichte eine Autobiografie, L'arte del silenzio, über ihre Liebesgeschichte mit Quasimodo. Postum gab ihr Sohn einen Band mit Gedichten seiner Mutter heraus.

## Filmografie (Auswahl)
- 1963: Verrückter Sommer (Frenesia dell'estate)
- 1965: Julia und die Geister (Giulietta degli spiriti)
- 1967: Fedra West
- 1967: Die Subversiven (I sovversivi)
- 1967: Die längsten Finger hat Madame (La notte è fatta per… rubare)
- 1969: Die Geschichte der Apostel (Atti degli apostoli) (Fernseh-Miniserie)
- 1972: Malta sehen und sterben (Pulp)
- 1973: Die Nonne von Verona (Le monache di Sant'arcangelo)
- 1974: Zwei Missionare (Porgi l’altra guancia)
- 1978: Unmoralische Novizinnen (Interno di un convento)
- 1979: Caligula (Caligola)
- 1989: Ghosthouse 4 – Haus der Hexen (La casa del sortilegio)
- 1994: Aquero